# Stenholt (Sydslesvig)
Stenholt (dansk) eller Steinholz (tysk) er et skovområde beliggende på gesten mellem Bollingsted, Engbro og Gammellund i Sydslesvig. I administrativ henseende hører skoven under Bollingsted kommune i Slesvig-Flensborg kreds i den nordtyske delstat Slesvig-Holsten. I den danske tid hørte skoven under Eggebæk Sogn (Ugle Herred (Flensborg Amt) tæt på grænsen til Arns Herred.
Skoven grænser i nord mod Bollingsted Sø og Bollingsted Å, som har udløb i Trenen. Skoven er omgivet af Hjalm Mose i nord, Elmskov (også Elmholt) i nordøst, Bøgholt og Bøgmose i øst og Byskov i vest. Skoven er en typisk blandingsskov. Skoven fungerer som rekreativt område med flere afmærkede vandre-og cykelstier.
Stenholt er første gang nævnt 1575. Skoven omtales også som Bollingsted Skov, første gang dokumenteret 1753.